# Мурунтау
Мурунта́у (узб. Muruntov/Мурунтов) — одно из крупнейших в мире месторождений золота. Расположено в горах Мурунтау на юго-западе пустыни Кызылкум, на территории Тамдынского района Навоийской области Узбекистана. Относится к сланцевому типу.

## История
Месторождение открыто в 1958 году, промышленная добыча металла начата 21 июля 1969 года. 
За его открытие группа геологов республики Узбекистан была в 1966 году удостоена высшей награды страны — Ленинской премии. 
В состав группы входили Мордвинцев Юрий Николаевич, начальник партии и Храмышкин Петр Васильевич, старший геолог партии.
Разработка ведётся Навоийским горно-металлургическим комбинатом.

## Описание
Является ведущим месторождением Зарафшанского золотодобывающего комплекса, который занимает второе место по объёмам золотодобычи (после предприятия «Грасберг» в Индонезии). Для разработки месторождения создан самый большой на планете золотодобывающий карьер (длина — 3,5 км, ширина — 2,7 км, глубина — 600 м).
В 2001 году объём добычи составил 53 тонны в год и 61 тонну в 2014 году. По состоянию на 2007 год остаточные запасы золота оценивались в 1750 тонн.

## Посёлок
При руднике возник одноимённый посёлок городского типа.

## Фотогалерея
Фотографии месторождения и руды:
- Аэрофотосъёмка, 1988 год.
- Золотосодержащий кварцевый метасоматит с сульфидами, Геологический музей Узбекистана.
- Почтовая марка Узбекистана 2003.